# Lycosa castanea
Lycosa castanea là một loài nhện trong họ Lycosidae.
Loài này thuộc chi Lycosa. Lycosa castanea được Henry Roughton Hogg miêu tả năm 1905.